# Miquette Giraudy

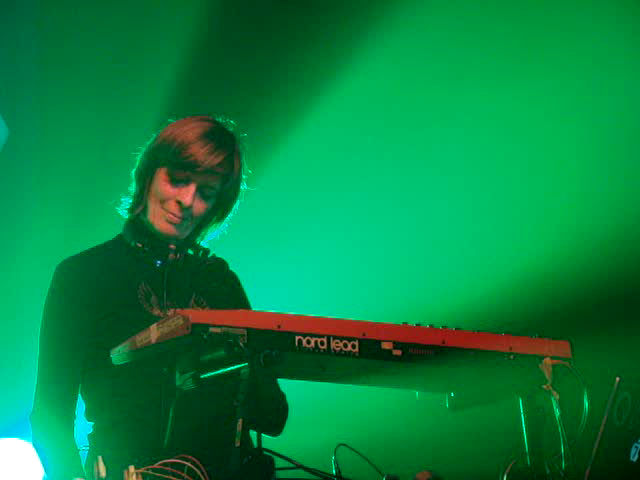
Miquette Giraudy, 2008

Miquette Giraudy (* 9. Februar 1953 in Nizza) ist eine französische Musikerin, die hauptsächlich durch ihre langjährige Zusammenarbeit mit Steve Hillage bekannt ist.

## Leben
Giraudy arbeitete in den späten 1960er Jahren als Assistentin des französischen Filmemachers Jackie Raynal. Unter dem Namen Monique Giraudy wirkte sie als Schnittassistentin an More – mehr – immer mehr mit. Anfang der 1970er Jahre war sie in Jean-Pierre Prévosts Jupiter (als Marsiale Giraudy) und Barbet Schroeders La vallée als Schauspielerin zu sehen.
Ihr Lebensgefährte Steve Hillage war 1973 Mitglied bei Gong geworden und holte sie Anfang 1974 als Sängerin zur Band, wo sie zunächst Gilli Smyth (1933–2016) unterstützte und später ersetzte. Nach dem Ausscheiden von Tim Blake spielte Giraudy auch Keyboard. Nachdem Hillage 1975 mit Unterstützung von Giraudy und anderen Gong-Musikern ein erfolgreiches Soloalbum eingespielt hatte, verließen beide im Frühjahr 1976 die Band. Es folgten eine Reihe weiterer gemeinsamer Veröffentlichungen unter Hillages Namen und ein Auftritt im Rockpalast. Nach dem 1982er Album For to Next – And Not Or betätigte sich Hillage als Musikproduzent, Giraudy unterstützte ihn hierbei 1985 als Produktionsassistentin für das gleichnamige Album von Cock Robin und spielte 1987 Keyboards auf Sooner or Later von Murray Head.
1990 arbeitete Hillage mit The Orb zusammen und gründete daraufhin mit Giraudy das Projekt System 7, das seither zahlreiche Alben veröffentlichte. Mitte der 2000er Jahre trat sie wieder mit Gong auf und war als Musikerin und Komponistin am 2009 erschienenen Album 2032 beteiligt.